# 블루 워싱턴

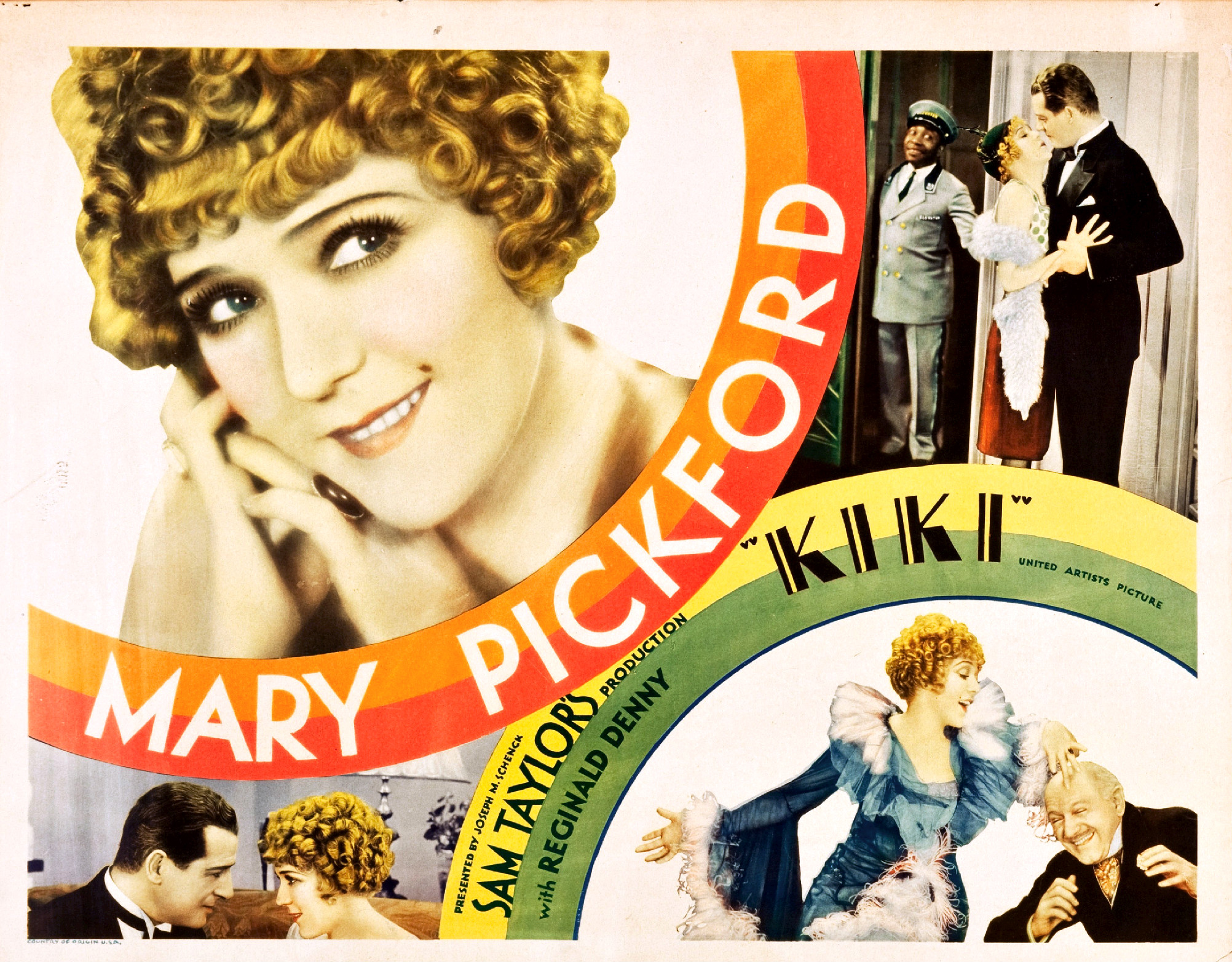

블루 워싱턴(Blue Washington, 1898년 2월 12일 ~ 1970년 9월 15일)은 미국의 배우이다.
로스앤젤레스에서 태어났으며 로스앤젤레스에서 사망하였다.

## 영화
- 독수리의 날개 (1957년)
- 외야의 천사들 (1951년)
- 모로코 가는 길 (1942년)
- 머나먼 항해 (1940년)
- 로즈 오브 워싱턴 스퀘어 (1939년)
- 스탠리 앤 리빙스톤 (1939년)
- 상어섬의 죄수 (1936년)
- 평원의 사나이 (1936년)
- 십자군 (1935년)
- 로마 스캔달 (1933년)
- 리오 리타 (1929년)
- 배상금 (1928년)